# Studios Incir De Paolis
Les Studios Incir De Paolis (italien : Stabilimenti De Paolis - IN.CI.R. (Industrie Cinematografiche Romane)), ou depuis 1997 STUDIOS, sont un complexe de studios de cinéma et de télévision à Rome créés en 1938,.

## Historique

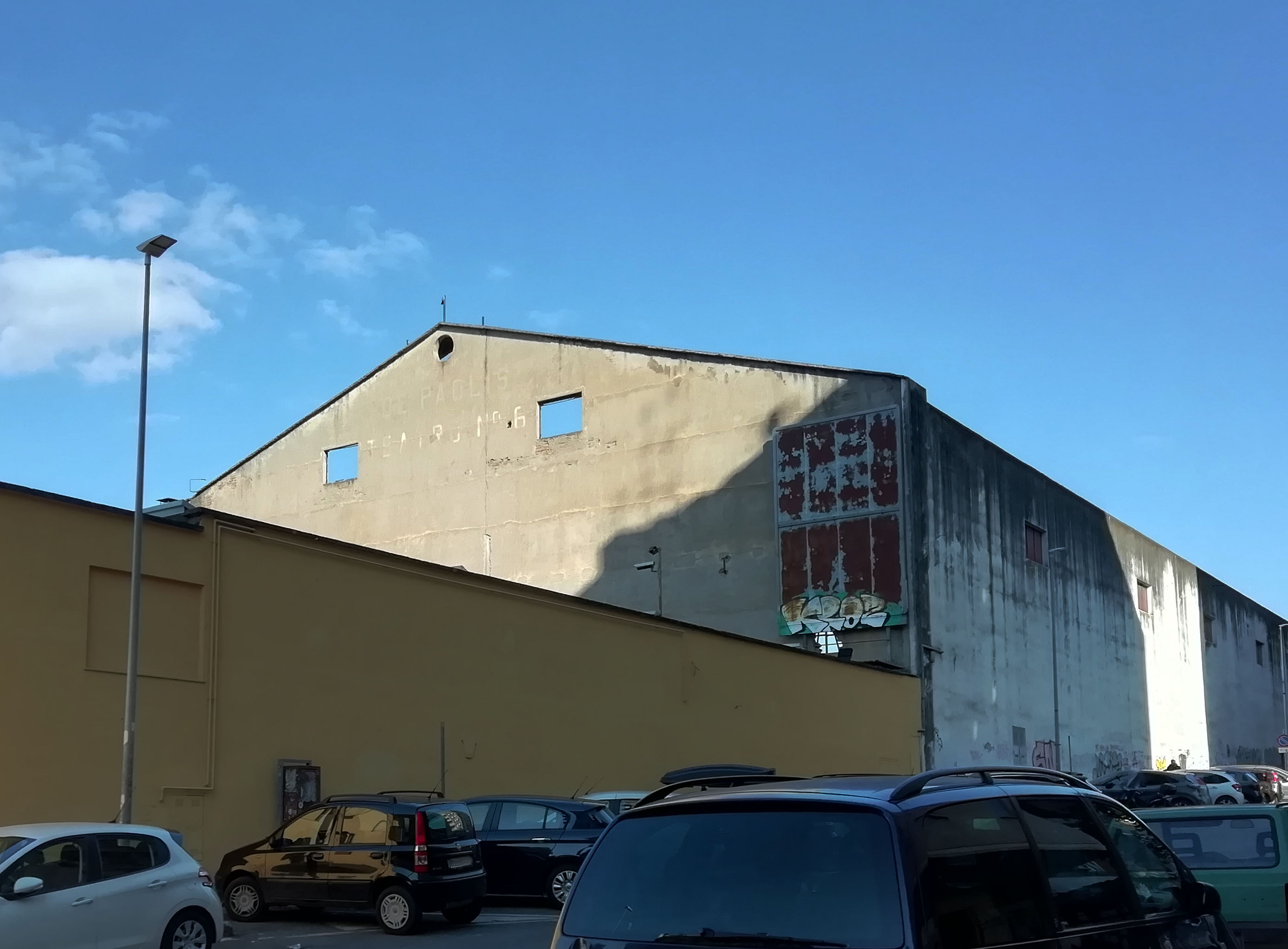
Le studio no 6 (anciennement studio no 5) des établissements De Paolis.

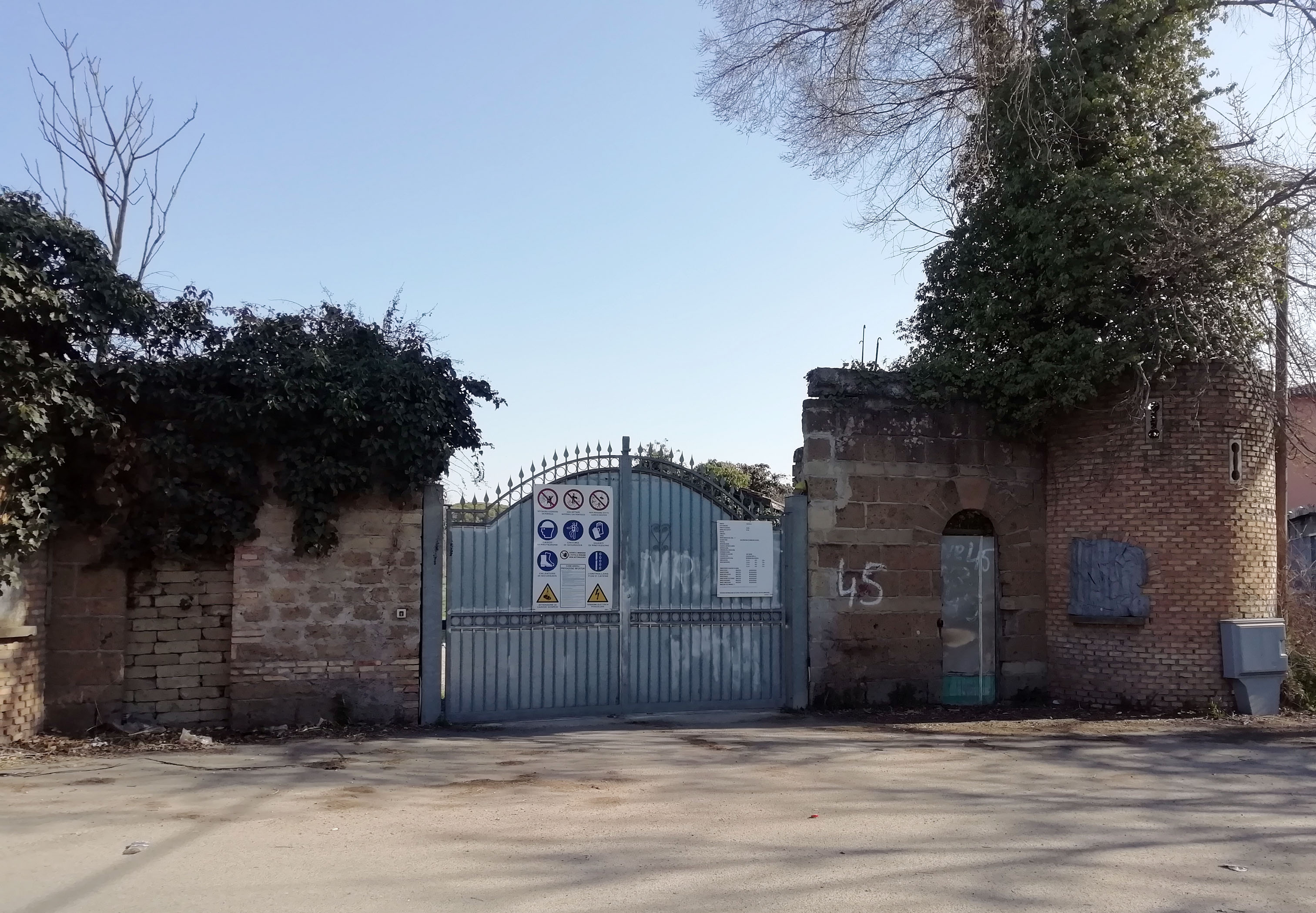
L'entrée des studios De Paolis dans la Via delle Messi d'Oro.

En 1938, l'entrepreneur romain Angelo De Paolis (1899-1985), en raison notamment d'une ordonnance interdisant la centralisation de l'industrie lourde dans la zone métropolitaine de Rome, a chargé l'architecte et scénographe Antonio Valente (it) de construire des studios dans deux entrepôts et l'immeuble de bureaux d'une usine sidérurgique qu'il possédait au troisième kilomètre de la Via Tiburtina, dans le quartier de la Pietralata.
En raison de l'éclatement de la Seconde Guerre mondiale, les studios n'ont commencé à être construits matériellement qu'en 1943, par l'entreprise Elica, qui n'a cependant pas pu achever ses travaux car le bombardement allié du 3 mars 1944, en plus de détruire l'entreprise de construction Fiorentini (it) située en face, faisant un total de 186 victimes, a rasé les studios en cours de construction.
L'activité des Stabilimenti De Paolis - IN.CI.R. (Industrie Cinematografiche Romane) commence donc en 1947, lorsque le film Harem nazi de Giorgio Simonelli, avec Nino Taranto, Luisa Rossi et Galeazzo Benti, est tourné dans le studio no 2.
Dès lors, De Paolis, comme on l'appelait (et comme on l'appelle toujours, malgré le changement de nom), devient une référence incontournable du cinéma italien, à tel point que dans ses dix studios — dont le fleuron est le très spacieux studio no 5 (rebaptisé ensuite studio no 6), longtemps le plus grand d'Europe avec ses 250 mètres de long et ses 70 mètres de large — on tourne un nombre important de films, non seulement de nature commerciale mais aussi signés par des maîtres du cinéma tels que, parmi tant d'autres, Federico Fellini (Le Cheik blanc, Boccace 70), Luchino Visconti (Violence et Passion), Pier Paolo Pasolini (Accattone, Mamma Roma, L'Évangile selon saint Matthieu, Des oiseaux, petits et gros), Mauro Bolognini (Le Bel Antonio, Le Mauvais Chemin), Michelangelo Antonioni (Le Désert rouge, Identification d'une femme), Dario Argento (L'Oiseau au plumage de cristal, Les Frissons de l'angoisse, Suspiria) et Nanni Moretti (Bianca).
À l'époque, les studios De Paolis disposaient également d'une succursale située dans la campagne de Pietralata, via delle Messi d'Oro : on y tournait des scènes en plein air comme celles de nombreux westerns spaghettis ou comme la célèbre séquence de Boccace 70 de Federico Fellini avec Anita Ekberg et Peppino De Filippo, qui se déroulait dans le quartier de l'EUR et mettait en scène un immense panneau publicitaire pour le lait.
Le déclin, pour les studios De Paolis, a commencé au début des années 1980, coïncidant avec la crise du cinéma de genre italien. Le déclin est aggravé par le fait que, contrairement à Cinecittà, les studios De Paolis ne peuvent pas compter sur le fonds de dotation annuel de l'Ente gestione cinema. En 1991, après le tournage de Un ours nommé Arthur, réalisé par Sergio Martino, les studios De Paolis a fermé ses portes, pour les rouvrir en 1997 grâce à l'initiative de l'entrepreneur du Capitole Daniele Taddei, qui les a louées et, en changeant leur nom en STUDIOS, les a relancées, en les affectant principalement à des productions télévisées (émissions de divertissement et fictions). En particulier, dans les années 2000, plusieurs émissions de l'avant-soirée de Rai 1 y ont été tournées, dont Affari tuoi, Soliti ignoti - Identità nascoste jusqu'en 2011, la première édition de Il malloppo, La botola, et Colpo d'occhio - L'apparenza inganna ainsi que quelques éditions de I migliori anni. Pour Canale 5, le studio a tourné Fattore C, les éditions 2015 et 2018 de Scherzi a parte et certaines éditions de Maurizio Costanzo Show et Non è l'Arena pour LA7. Durant la saison 2023-2024, il s'y tourne les émissions Dimartedì et Propaganda Live (pour LA7).

### Icet-De Paolis
En 1961, le Commendator Angelo De Paolis s'associe à la famille Corti, qui avait repris les studios milanais Icet en 1955, pour donner naissance aux usines Icet-De Paolis, situées dans le quartier milanais de Barona. En 1965, à l'instigation de l'avocat Francesco Corti, les usines sont transférées à Cologno Monzese et l'imposant complexe Cinelandia (it) voit le jour, un complexe cinématographique de 25 000 mètres carrés qui sera racheté en 1983 par le groupe Fininvest de Silvio Berlusconi.

### Les incendies de 1968 et 1971
Les studios De Paolis ont été endommagés par deux graves incendies en 1968 et 1971. Le premier incendie, survenu le 6 septembre 1968 dans le studio no 5, sur le tournage du film Les Intouchables de Giuliano Montaldo, a été particulièrement dévastateur. « Le feu s'est déclaré vers 14 heures à cause d'un court-circuit », lit-on dans le Corriere della Sera du 7 septembre 1968, « Les dégâts, selon une première évaluation, dépasseraient le milliard ». Des scènes de panique s'ensuivirent lorsque les pompiers intervinrent sur les lieux, maîtrisant et éteignant les flammes en moins d'une heure. Bien que l'incendie n'ait pas fait de victimes, il a complètement détruit le toit du studio no 5, qui restera désormais un studio en plein air.
Le deuxième incendie s'est produit le matin du 27 février 1971, au studio no 4, sur le tournage du film Il provinciale de Luciano Salce, avec Gianni Morandi et Maria Grazia Buccella. « Il semble que les flammes se soient déclarées à la suite d'un court-circuit et qu'elles aient trouvé un appât facile dans la grande quantité de bois et de papier mâché qui se trouvait dans le studio. Les pompiers se sont précipités en force sur les lieux et la circulation sur la Tiburtina a été déviée. Les dégâts sont très importants. D'après une première évaluation sommaire, ils sont estimés à un demi-milliard ».

### Studios de télévision et émissions
Le complexe dispose de 10 studios de télévision, à partir de la saison télévisuelle 2023/2024, les émissions réalisées dans les studios De Paolis sont :
- Studio 1 (177 m²) : dimartedì
- Studio 2 (358 m²) : Propaganda Live
- Studio 3 (751 m²) : actuellement aucune production
- Studio 4 (493 m²) : Don't Forget the Lyrics! - Stai sul pezzo
- Studio 4 (493 m²) : Don't Forget the Lyrics! - Stai sul pezzo
- Studio 5 (3050 m²) : actuellement aucune production
- Studio 6 (398 m²) : actuellement aucune production.
- Studio 7 (1244 m²) : Da Natale a Santo Stefano, La pupa e il secchione.
- Studio 8 (1105 m²) : actuellement pas de production.
- Studio 9 (1090 m²) : actuellement aucune production.
- Studio 10 (1380 m²) : actuellement aucune production.